# 中野ミホ
中野 ミホ（なかの ミホ、1993年11月12日 - ）は日本のボーカリスト、ギタリスト、作詞家、作曲家。現在Drop’sは活動休止中。

## 経歴

### 2009年
- 高校の軽音楽部に入部した新入生5人でDrop’sを結成。

### 2010年
- 高校2年の夏休み、自身で作詞・作曲したDrop’sとして初めてのオリジナル楽曲『泥んこベイビー』で高校生バンドコンテストに挑み、グランプリを獲得。

### 2011年
- 7月、Drop’sとして、高校3年で1stミニアルバム『Drop's』をカムイレコードからリリースし、インディーズデビュー。

### 2013年
- 9月4日、Drop’sとして初となるフルアルバム『DAWN SIGNALS』でメジャーデビュー[2]。

### 2016年
- 8月12日、RISING SUN ROCK FESTIVAL 2016 in EZOに出演。
- 7月30日　札幌、8月27日　六本木で、「ロードアート　おやゆびひめ」で「おやゆびひめ」を歌唱。（作詞・作曲も担当）
- 11月28日、JR東日本「行くぜ、東北。SPECIAL 冬のごほうび」CMのボーカルを担当。
- 12月19日〜2017年1月31日、イマイアキノブツアー暢気楼-にゲストとして帯同し出演。

### 2017年
- 活動拠点を札幌から東京に移す。
- 4月29日、SHOW-YA PRODUCE「NAONのYAON 2017」に出演。
- 9月5日、マウスウォッシュブランド『LISTERINE®』スペシャルムービーの歌唱を担当。
- 2016年に続き、JR東日本「行くぜ、東北。SPECIAL 冬のごほうび」CMのボーカルを担当。

### 2018年
- 1月29日、Newspeak One Man Show in 神楽音 Supported by FREAK'S STOREでオープニングアクトを務める。
- 2月9日、西早稲田BLAH BLAH BLAH　オープン記念「Pleasant Friday Night」で、ワンマンライブ。一部楽曲には，サポートゲストとして，石川ミナ子(サトウミノルの代役として)、宮田岳(黒猫チェルシー)も参加。

## 性格
- 好きなもの：散歩、映画鑑賞、カマンベールチーズ、ねこ、喫茶店
- 嫌いなもの：きゅうり、すいか、虫、早起き
- 影響を受けたアーティスト：チバユウスケ（The Birthday、THEE MICHELLE GUN ELEPHANT）、宮本浩次 (エレファントカシマシ)

## 楽器

### アコースティックギター
- メインギター：ギルド
- 前のメインギター：グレッチ

### エレキギター
- フェンダー

## ディスコグラフィー
- Drop'sの作品はリンク先参照
- おやゆびひめ

## 歌唱
|                                        | 曲名                                                    | 発表日                                     |
| JR東日本（2016〜)                      | （CM曲からフルバージョン化） 冬のごほうび～恋もごほうび | 2016年11月28日 フルバージョンは，2018年3月 |
| マウスウォッシュブランド『LISTERINE®』 |                                                         | 2017年9月5日                               |

## 出演

### テレビ
- 札幌テレビ「北海道アンダースカイ6th」（2014年12月2日）
- 2016年6月28日 HTB「JOIN ALIVE 2016～ガールズトーク in 岩見沢～」
- 2016年7月4日 HTB『夢チカ18』
- 2016年10月31日 HTB『夢チカ18』
- 2016年12月21日 UHB『NUDEな音楽』

### Web CM
- 2018年9月　アパレルブランドGLOBAL WORKのブランドムービー / BE NATIVE. に出演

### ラジオ
- 中野ミホの～ミュージックフォトブック～（2020年4月 - 2021年3月、KBS京都他、YouTubeに過去放送分のアーカイブ配信あり）